# (16958) Klaasen
(16958) Klaasen (1998 PF) – planetoida z grupy przecinających orbitę Marsa okrążająca Słońce w ciągu 2,85 lat w średniej odległości 2,01 j.a. Odkryta 2 sierpnia 1998 roku.